# Gran Premio di Gran Bretagna 1985
Il Gran Premio di Gran Bretagna 1985  è stata l'ottava prova della stagione 1985 del Campionato mondiale di Formula 1. Si è corsa domenica 21 luglio 1985 sul Circuito di Silverstone. La gara è stata vinta dal francese Alain Prost su McLaren-TAG Porsche; per il vincitore si trattò del diciannovesimo successo nel mondiale. Ha preceduto sul traguardo l'italiano Michele Alboreto su Ferrari  e il connazionale Jacques Laffite su Ligier-Renault.

## Vigilia

### Sviluppi futuri
La Williams confermò, per la stagione 1986, Nigel Mansell.
A causa di difficoltà finanziarie la Renault mise in vendita la sua scuderia o, quanto meno, si mise alla ricerca di un socio che potesse sostenere la maggior parte delle spese di gestione. La casa francese cercò un accordo, senza successo, con la compagnia petrolifera Elf Aquitaine, per poi affidarsi a delle agenzie pubblicitarie che potessero ricercare una soluzione. Venne fissata come data ultima, per un accordo con qualche finanziatore, il 26 agosto.
A seguito delle enormi potenze raggiunte dai motori turbo, e da qualche incidente che si era verificato nella prima parte della stagione, Jean-Marie Balestre, presidente della FISA, propose la riduzione della cilindrata a 1.200 cc. La proposta si scontrava con l'opposizione dei costruttori, dovuta all'impossibilità di approntare motori nuovi in pochi mesi prima dell'avvio della stagione seguente.

### Aspetti tecnici
La Ferrari spostò le turbine all'esterno, e vennero allineati, orizzontalmente alla carrozzeria, i radiatori.
Le Williams presentarono dei nuovi alettoni anteriori con dei profili laterali più ampi. Sulla Brabham di Nelson Piquet venne testato un nuovo elaboratore elettronico in grado di considerare una moltitudine di dati sul motore. L'utilizzo veniva però limitato da una durata della batteria che non superava i trenta minuti. La RAM presentò un telaio irrigidito, rifornito al solo Manfred Winkelhock. Le difficoltà che la scuderia britannica affrontava, in merito all'affidabilità dei motori, costringeva i piloti a ridurne la sovralimentazione.
La Renault fornì anche Derek Warwick del nuovo modello Renault RE60B. Le vetture francesi presentarono delle nuove prese d'aria per il turbo, a forma di periscopio, riprese da quanto già visto sulle Lotus. L'Alfa Romeo ripresentò la vecchia 184T, che venne utilizzata da Eddie Cheever, in luogo del modello previsto per il 1985, ancora usato da Riccardo Patrese, su cui vennero montati nuovi freni in carbonio. La Pirelli portò, per le scuderia da lei rifornita, sette tipi di gomme e 1.500 pneumatici.

### Aspetti sportivi
Fu in dubbio la presenza della scuderia italiana Osella, per problemi finanziari, che però vennero risolti per tempo.
Nonostante il brutto incidente patito nelle prove del precedente Gran Premio di Francia, Nigel Mansell fu regolarmente al via di questa prova.

## Qualifiche

### Resoconto
Le condizioni climatiche sfavorevoli (pioggia e nuvole basse) non avevano permesso, al mattino, la tenuta delle libere in maniera regolare, a causa dell'impossibilità per l'elicottero di alzarsi in volo, qualora si fosse verificato un incidente con un pilota ferito. Le libere iniziarono solo alle 13:45, e furono limitate a soli venti minuti. Successivamente, l'arrivo del sole, asciugò la pista, consentendo la tenuta della prima ora di prove ufficiali.
Keke Rosberg fece segnare la miglior prestazione delle qualifiche del venerdì. Il pilota della Williams colse il nuovo record del tracciato, chiudendo il giro alla media di 256,951 km/h, la più alta media sul giro fatta registrare durante un weekend nella storia del mondiale di Formula 1. Il finlandese lottò a lungo con Michele Alboreto, in testa davanti a Stefan Johansson, nella prima parte della sessione. Rosberg riuscì a battere il tempo del ferrarista, prima di essere nuovamente battuto dal pilota milanese. Il pilota della Williams ebbe la meglio solo a 7 minuti dal termine della sessione. Riuscirono a precedere Alboreto, nei minuti finali delle qualifiche, anche Alain Prost e Ayrton Senna. La Ferrari, visto il rischio della pioggia, sempre incombente, aveva utilizzato subito le gomme più tenere che però, a fine sessione, non erano più performanti.
Elio De Angelis, quinto, si lamentò per aver dovuto usare delle regolazioni da gara, con turbine piccole e marce lunghe. A sorpresa, sesto, si classificò Teo Fabi, su Toleman. Nelson Piquet chiuse solo con l'undicesimo tempo, ma sulla sua Brabham le marce erano state montate al contrario. Mansell, dodicesimo, si fermò in mezzo alla pista per l'esplosione del turbo, che provocò un principio d'incendio che lo stesso pilota britannico aiutò a domare.
I primi quattro piloti scesero tutti al di sotto del record ufficioso della pista (1'06"80, detenuto da Prost), e ben 13 sotto quello ufficiale, che apparteneva a René Arnoux, ottenuto nell'edizione del 1983.
Rosberg, al sabato, fece anche meglio, battendo per due volte il tempo del venerdì, e portando il tempo a 1'05"591, cogliendo, ovviamente, la nuova media record sul giro per il mondiale di Formula 1 a 258,983 km/h. Alle sue spalle s'inserì Nelson Piquet, favorito dalla performance delle Pirelli, testimoniata anche dall'ottimo risultato di Andrea De Cesaris. La pista, a inizio sessione, si presentò umida per la pioggia caduta, e i piloti potere ottenere le loro prestazioni solo nella parte finale della sessione.
La seconda fila venne fatta propria da Prost e Senna, mentre Alboreto non riuscì a migliorare la buona prestazione del giorno prima, essendo uno dei 10 piloti non in grado di abbassare il tempo del venerdì. La Ferrari si era maggiormente dedicata alla ricerca di un buon assetto per la gara, visto che il tracciato inglese era considerato favorevole per i sorpassi. Le vetture di Maranello soffrivano, però, di sottosterzo, e di mancanza di aderenza. Questa mancanza di aderenza penalizzò anche le prestazioni delle Renault e delle Arrows; quest'ultime subirono anche diversi problemi coi propulsori.

### Risultati
I risultati delle qualifiche furono i seguenti:
| Pos | Nº | Pilota             | Costruttore            | Tempo    | Griglia |
| --- | -- | ------------------ | ---------------------- | -------- | ------- |
| 1   | 6  | Keke Rosberg       | Williams-Honda         | 1'05"591 | 1       |
| 2   | 7  | Nelson Piquet      | Brabham-BMW            | 1'06"249 | 2       |
| 3   | 2  | Alain Prost        | McLaren-TAG Porsche    | 1'06"308 | 3       |
| 4   | 12 | Ayrton Senna       | Lotus-Renault          | 1'06"324 | 4       |
| 5   | 5  | Nigel Mansell      | Williams-Honda         | 1'06"675 | 5       |
| 6   | 27 | Michele Alboreto   | Ferrari                | 1'06"793 | 6       |
| 7   | 25 | Andrea De Cesaris  | Ligier-Renault         | 1'07"448 | 7       |
| 8   | 11 | Elio De Angelis    | Lotus-Renault          | 1'07"581 | 8       |
| 9   | 19 | Teo Fabi           | Toleman-Hart           | 1'07"678 | 9       |
| 10  | 1  | Niki Lauda         | McLaren-TAG Porsche    | 1'07"743 | 10      |
| 11  | 28 | Stefan Johansson   | Ferrari                | 1'07"887 | 11      |
| 12  | 16 | Derek Warwick      | Renault                | 1'08"238 | 12      |
| 13  | 15 | Patrick Tambay     | Renault                | 1'08"240 | 13      |
| 14  | 22 | Riccardo Patrese   | Alfa Romeo             | 1'08"384 | 14      |
| 15  | 8  | Marc Surer         | Brabham-BMW            | 1'08"587 | 15      |
| 16  | 26 | Jacques Laffite    | Ligier-Renault         | 1'08"656 | 16      |
| 17  | 17 | Gerhard Berger     | Arrows-BMW             | 1'08"672 | 17      |
| 18  | 9  | Manfred Winkelhock | RAM-Hart               | 1'09"114 | 18      |
| 19  | 18 | Thierry Boutsen    | Arrows-BMW             | 1'09"131 | 19      |
| 20  | 3  | Martin Brundle     | Tyrrell-Renault        | 1'09"242 | 20      |
| 21  | 10 | Philippe Alliot    | RAM-Hart               | 1'09"609 | 21      |
| 22  | 23 | Eddie Cheever      | Alfa Romeo             | 1'10"345 | 22      |
| 23  | 29 | Pierluigi Martini  | Minardi-Motori Moderni | 1'13"645 | 23      |
| 24  | 30 | Jonathan Palmer    | Zakspeed               | 1'13"713 | 24      |
| 25  | 24 | Piercarlo Ghinzani | Osella-Alfa Romeo      | 1'16"400 | 25      |
| 26  | 4  | Stefan Bellof      | Tyrrell-Ford Cosworth  | 1'16"596 | 26      |

## Gara

### Resoconto
Elio De Angelis, Keke Rosberg e Teo Fabi furono costretti ad affrontare il gran premio con le vetture di riserva. L'italiano della Lotus danneggiò la sua vettura titolare, nel corso delwarm up, a seguito di una collisione con Pierluigi Martini, mentre il finlandese riscontrò un problema al motore della vettura, usata nelle qualifiche.
Martin Brundle subì un problema tecnico nel giro di formazione ma, grazie all'intervento dei meccanici della Tyrrell, poté prendere regolarmente il via. La pioggia leggera, che aveva iniziato a cadere pochi minuti prima della partenza, non fu sufficiente a modificare l'aderenza del tracciato.
Allo spegnimento dei semafori Ayrton Senna infilò subito Nelson Piquet e, alla Copse, passò anche Keke Rosberg, ponendosi al comando della gara. Anche Prost e Mansell riuscirono a prendere la posizione a Piquet, portandosi alla spalle di Rosberg. Sempre alla Copse, Patrick Tambay, in uscita di pista, tamponò Stefan Johansson, col francese che perse la gomma anteriore destra. Questa, rientrata in pista, portò grande scompiglio: Philippe Alliot, per evitarla, colpì la vettura di Piercarlo Ghinzani. Di questi piloti, coinvolti nell'incidente, l'unico capace di proseguire fu Johansson. La vettura dello svedese, però, col radiatore dell'olio danneggiato, spandeva olio sulla pista.
Alla Stowe Rosberg tentò, senza riuscirvi, di ripassare Senna; nello stesso punto ebbe miglior sorte Mansell, che prese la posizione a Prost. Il giro successivo il transalpino tentò di recuperare la posizione, attaccando alla Woodcote, finendo però su una chiazza d'olio lasciata da Johansson: Prost fu capace di controllare la sua vettura, e di proseguire il gran premio, pur cedendo la quarta posizione a De Cesaris. Nello stesso giro De Angelis passò Michele Alboreto, salendo settimo.
De Cesaris, con un ottimo ritmo, prese la terza posizione a Mansell, già al quinto giro, anche se il duo di testa Senna-Rosberg riusciva a scavare, in pochi giri, un margine di dieci secondi dal pilota della Ligier. Il britannico venne passato, poco dopo, anche da Alain Prost. All'ottavo giro Piquet venne sorpassato da De Angelis e, un giro dopo, De Cesaris dovette soccombere al sorpasso del rimontante Prost.
La gara di De Angelis, almeno per le prime posizioni, s'interruppe, al tredicesimo giro, per un problema al motore. Il pilota della Lotus rientrò ai box, con la speranza che i tecnici della Lotus potessero risolvere il guasto. Al sedicesimo giro Prost superò Rosberg: il finlandese aveva, da qualche tornata, rallentato, nella speranza di gestire al meglio gli pneumatici.
Dopo 17 giri Senna precedeva Prost di 9 secondi e mezzo, e di 10 e mezzo Rosberg. Più staccato, a oltre venti secondi, c'era De Cesaris. Mansell, quarto, nello stesso giro si ritirò, con la frizione fuori uso. Alle spalle del pilota romano si trovò così Niki Lauda che, al ventunesimo giro, gli prese la posizione. Nel giro successivo si ritirò anche la Williams superstite, quella di Rosberg. Il motore esplose al passaggio alla Copse, a causa dell'aria entrata in un collettore che portava i gas di scarico al turbo.
Dopo questi ritiri la classifica vedeva, alle spalle di Senna e Prost, Lauda, poi De Cesaris, Piquet, Alboreto, Derek Warwick e Jacques Laffite. Piquet, che aveva problemi con il computer che doveva indicargli il consumo di carburante, ridusse il ritmo, e si fece passare da Alboreto. Prost si avvicinò a Senna, penalizzato al momento del doppiaggio di Warwick e Laffite, dalla lotta fra i due, in cui prevalse il francese.
Nei giri seguenti Senna riuscì a stabilizzare il vantaggio su Prost a circa un secondo. La gara vedeva molti piloti si trovavano nella difficoltà di gestire il consumo del carburante, per poter arrivare fino a fine gran premio. Al quarantunesimo giro Senna doppiò Alboreto e, viste le difficoltà di Prost a compiere la stessa manovra su Piquet, ampliò un poco il suo vantaggio. Nel frattempo, dopo mezz'ora di lavoro, i meccanici della Lotus rimandarono in gara De Angelis. Al quarantaduesimo giro la frizione tradì De Cesaris, costringendolo all'abbandono.
La lotta fra i primi due proseguì a colpi di giri veloci, con entrambi i piloti che giocavano con la sovralimentazione del turbo per acquisire maggiore potenza. Senna era comunque riuscito ad ampliare a 3 secondi il margine sul francese. La gara del brasiliano, negli ultimi giri, venne penalizzata però da problemi di consumi, che lo costrinsero ad abbassare il ritmo. Al cinquantottesimo passaggio Prost si assicurò la prima posizione, passando il brasiliano alla Becketts. Nello stesso giro Laffite superava Piquet.
Al cinquantanovesimo giro i duellanti per il primo posto arrivarono alla Chapel, dove trovarono Niki Lauda. L'austriaco, all'arrivo dei due, fu costretto al ritiro per un problema elettrico. La manovra penalizzò, involontariamente, proprio il compagno di team. Senna prese l'aspirazione della monoposto di Prost, per poi passarlo alla Stowe. Un primo tentativo di controsorpasso, alla Woodcote, venne meno, per la presenza della vettura di Marc Surer.
La gara si decise al sessantesimo giro. La panne del motore di Senna (dovuto a un problema elettrico che faceva funzionare una sola bancata) permise a Prost di riprendere il primo posto e costrinse il paulista ad abbandonare. Nel suo propulsore la rottura di un sensore provocò il malfunzionamento dell'iniezione, portando alla mancanza di carburante.
L'ultimo colpo di scena avvenne quando la direzione di gara mostrò ai piloti la bandiera a scacchi, un giro prima del limite. La gara perciò si concluse al sessantacinquesimo giro, con Alain Prost vincitore, con un giro di vantaggio su Alboreto e Laffite, che completarono il podio. Prost vinse alla media di 235,425 km/h, la più alta dal Gran Premio d'Italia 1971.

### Risultati
I risultati del gran premio furono i seguenti:
| Pos | Nº | Pilota             | Costruttore            | Giri | Tempo/Ritiro                 | Griglia | Punti |
| --- | -- | ------------------ | ---------------------- | ---- | ---------------------------- | ------- | ----- |
| 1   | 2  | Alain Prost        | McLaren-TAG Porsche    | 65   | 1h18'10"436                  | 3       | 9     |
| 2   | 27 | Michele Alboreto   | Ferrari                | 64   | + 1 giro                     | 6       | 6     |
| 3   | 26 | Jacques Laffite    | Ligier-Renault         | 64   | + 1 giro                     | 16      | 4     |
| 4   | 7  | Nelson Piquet      | Brabham-BMW            | 64   | + 1 giro                     | 2       | 3     |
| 5   | 16 | Derek Warwick      | Renault                | 64   | + 1 giro                     | 12      | 2     |
| 6   | 8  | Marc Surer         | Brabham-BMW            | 63   | + 2 giri                     | 15      | 1     |
| 7   | 3  | Martin Brundle     | Tyrrell-Renault        | 63   | +2 giri                      | 20      |       |
| 8   | 17 | Gerhard Berger     | Arrows-BMW             | 63   | + 2 giri                     | 17      |       |
| 9   | 22 | Riccardo Patrese   | Alfa Romeo             | 62   | + 3 giri                     | 14      |       |
| 10  | 12 | Ayrton Senna       | Lotus-Renault          | 60   | Iniezione/Problemi elettrici | 4       |       |
| 11  | 4  | Stefan Bellof      | Tyrrell-Ford Cosworth  | 59   | + 6 giri                     | 26      |       |
| Rit | 1  | Niki Lauda         | McLaren-TAG Porsche    | 57   | Problemi elettrici           | 10      |       |
| Rit | 18 | Thierry Boutsen    | Arrows-BMW             | 57   | Testacoda                    | 19      |       |
| Rit | 25 | Andrea De Cesaris  | Ligier-Renault         | 41   | Frizione                     | 7       |       |
| Rit | 29 | Pierluigi Martini  | Minardi-Motori Moderni | 38   | Trasmissione                 | 23      |       |
| NC  | 11 | Elio De Angelis    | Lotus-Renault          | 37   | Non classificato             | 8       |       |
| Rit | 9  | Manfred Winkelhock | RAM-Hart               | 28   | Problemi al turbo            | 18      |       |
| Rit | 6  | Keke Rosberg       | Williams-Honda         | 21   | Problemi al scarico          | 1       |       |
| Rit | 5  | Nigel Mansell      | Williams-Honda         | 17   | Frizione                     | 5       |       |
| Rit | 23 | Eddie Cheever      | Alfa Romeo             | 17   | Problemi al turbo            | 22      |       |
| Rit | 30 | Jonathan Palmer    | Zakspeed               | 6    | Motore                       | 24      |       |
| Rit | 19 | Teo Fabi           | Toleman-Hart           | 4    | Trasmissione                 | 9       |       |
| Rit | 28 | Stefan Johansson   | Ferrari                | 1    | Collisione alla partenza     | 11      |       |
| Rit | 15 | Patrick Tambay     | Renault                | 0    | Collisione alla partenza     | 13      |       |
| Rit | 10 | Philippe Alliot    | RAM-Hart               | 0    | Collisione alla partenza     | 21      |       |
| Rit | 24 | Piercarlo Ghinzani | Osella-Alfa Romeo      | 0    | Collisione alla partenza     | 25      |       |

## Classifiche Mondiali

### Piloti
| Pos. | Pilota            | Punti |
| ---- | ----------------- | ----- |
| 1    | Michele Alboreto  | 37    |
| 2    | Alain Prost       | 35    |
| 3    | Elio De Angelis   | 26    |
| 4    | Keke Rosberg      | 18    |
| 5    | Stefan Johansson  | 16    |
| 6    | Nelson Piquet     | 13    |
| 7    | Patrick Tambay    | 11    |
| 8    | Ayrton Senna      | 9     |
| 9    | Thierry Boutsen   | 6     |
| 10   | Jacques Laffite   | 6     |
| 11   | Nigel Mansell     | 5     |
| 12   | Stefan Bellof     | 4     |
| 13   | Derek Warwick     | 4     |
| 14   | René Arnoux       | 3     |
| 15   | Niki Lauda        | 3     |
| 16   | Andrea De Cesaris | 3     |
| 17   | Marc Surer        | 1     |

### Costruttori
| Pos | Team                  | Punti |
| --- | --------------------- | ----- |
| 1   | Ferrari               | 56    |
| 2   | McLaren-TAG Porsche   | 38    |
| 3   | Lotus-Renault         | 35    |
| 4   | Williams-Honda        | 23    |
| 5   | Renault               | 15    |
| 6   | Brabham-BMW           | 14    |
| 7   | Ligier-Renault        | 9     |
| 8   | Arrows-BMW            | 6     |
| 9   | Tyrrell-Ford Cosworth | 4     |